# Сиктивдинський район
Сиктивди́нський район (рос. Сыктывдинский район, комі Сыктывдін район) — адміністративна одиниця Республіки Комі Російської Федерації.
Адміністративний центр — село Вильгорт.

## Населення
Населення району становить 24392 особи (2019; 22660 у 2010, 24226 у 2002, 25460 у 1989).
Національний склад (станом на 2010 рік):
- росіяни — 10731 особа (47,36 %)
- комі — 10349 осіб (45,67 %)
- українці — 522 особи (2,30 %)
- німці — 151 особа (0,67 %)
- білоруси — 119 осіб (0,53 %)
- чуваші — 94 особи (0,42 %)
- татари — 61 особа (0,27 %)
- азербайджанці — 38 осіб (0,17 %)
- інші — 595 осіб

## Адміністративно-територіальний поділ
На території району 13 сільських поселення:
| Поселення                       | Площа, км² | Населення, осіб (1989) | Населення, осіб (2002) | Населення, осіб (2010) | Населення, осіб (2019) | Центр    | Населені пункти |
| ------------------------------- | ---------- | ---------------------- | ---------------------- | ---------------------- | ---------------------- | -------- | --------------- |
| Вильгортське сільське поселення | 889,94     | 8943                   | 10211                  | 10289                  | 12494                  | Вильгорт | 1               |
| Зеленецьке сільське поселення   | 555,89     | 3262                   | 3519                   | 3316                   | 3384                   | Зеленець | 4               |
| Ибське сільське поселення       | 289,10     | 1487                   | 1038                   | 862                    | 821                    | Иб       | 5               |
| Лезимське сільське поселення    | 97,66      | 448                    | 386                    | 422                    | 488                    | Лезим    | 2               |
| Мандацьке сільське поселення    | 1268,42    | 902                    | 475                    | 294                    | 162                    | Мандач   | 2               |
| Нювчимське сільське поселення   | 464,19     | -                      | 619                    | 511                    | 477                    | Нювчим   | 1               |
| Озьольське сільське поселення   | 87,61      | 301                    | 262                    | 240                    | 231                    | Озьол    | 2               |
| Пажгинське сільське поселення   | 536,30     | 2981                   | 2455                   | 2306                   | 2278                   | Пажга    | 7               |
| Палевицьке сільське поселення   | 474,87     | 1753                   | 1312                   | 1161                   | 1078                   | Палевиці | 6               |
| Слудське сільське поселення     | 552,30     | 1011                   | 826                    | 609                    | 574                    | Слудка   | 7               |
| Часовське сільське поселення    | 609,70     | 1337                   | 1066                   | 1045                   | 1005                   | Часово   | 6               |
| Шошкинське сільське поселення   | 71,13      | 698                    | 565                    | 504                    | 605                    | Шошка    | 2               |
| Яснезьке сільське поселення     | 1651,64    | 2337                   | 1492                   | 1101                   | 795                    | Яснег    | 4               |

## Найбільші населені пункти
| №  | Населений пункт | Населення, осіб (1989) | Населення, осіб (2002) | Населення, осіб (2010) |
| -- | --------------- | ---------------------- | ---------------------- | ---------------------- |
| 1  | Вильгорт        | 8 943                  | 10 211                 | 10 289                 |
| 2  | Зеленець        | 2 837                  | 3 198                  | 2 943                  |
| 3  | Пажга           | 1 585                  | 1 674                  | 1 362                  |
| 4  | Яснег           | 1 349                  | 988                    | 796                    |
| 5  | Палевиці        | 708                    | 636                    | 612                    |
| 6  | Нювчим          | -                      | 619                    | 511                    |
| 7  | Иб              | 743                    | 515                    | 513                    |
| 8  | Часово          | 700                    | 536                    | 506                    |
| 9  | Шошка           | 640                    | 537                    | 477                    |
| 10 | Гар'я           | 565                    | 195                    | 437                    |